# 艾榮·高文
艾榮·高文（荷蘭語：Erwin Koeman，1961年9月20日—），荷蘭足球運動員，司職中場，他是荷蘭的前國腳馬田·高文（Martin Koeman）的兒子，以及他的弟弟朗奴·高文一起代表荷蘭。他們在職業生涯開始時也選擇效力於格羅寧根。而他的兒子連恩（Len），也是一個足球運動員，目前效力於希蒙（Helmond Sport）青年隊。

## 生平

### 球員
高文曾效力格羅寧根、梅赫倫（球隊處於全盛時期，故他贏得了1989年比利時聯賽和1988年欧洲杯赛冠军杯）和燕豪芬，效力期間奪得1990/91和1991/92年聯賽冠軍。

### 國家隊
高文是荷蘭贏得1988年歐國盃的冠軍成員和1990年世界杯成員之一。艾榮高文共上陣是31次，進兩球。

### 教練
1998年，高文在格羅寧根結束他的球員生涯，隨即成為燕豪芬青年隊教練。 2001年10月，他晉升為助教，在2004-05賽季終於嘗到成年隊教練的滋味。他執教華域克一季後轉投飛燕諾。 2006年3月，他與球會續約至2009年夏天。但是，在2007年5月3日，科曼宣布，他因成績不佳而作出請辭，該季球隊最終只名列第七。
2008年5月1日，高文成為匈牙利國家足球隊的教練。5月24日，在他的首次執教中，他帶領球隊以3-2戰勝衛冕歐洲冠軍希臘，而他亦在任期屆滿後離職。
2011年7月，高文任教荷甲烏德勒支。
2011年10月18日，上任烏德勒支不足3個月，高文因不滿球會出售多名主力球員向球會請辭。
2012年3月19日，荷乙球會FC燕豪芬宣佈委任高文為主教練至球季末。
2012年4月28日，荷甲球會華域克宣佈高文為2012-13年度荷甲球季開始為主教練任期2年。這次是高文於2004-05球季離開後, 再返華域克效力。
2014年6月16日，艾榮·高文跟隨其弟弟朗奴·高文加盟英超球會南安普顿並擔任副領隊。

## 榮譽
梅赫倫
- 比利時甲組足球聯賽: 1989
- 比利時盃: 1987
- 欧洲杯赛冠军杯: 1988
- 歐洲超級盃: 1988

PSV燕豪芬
- 荷蘭甲組足球聯賽: 1991, 1992

荷蘭
- 1988年歐洲國家盃

## 連結
- 艾榮·高文 檔案及數據 Wereld van Oranje （荷兰文）